# 루이스 캐럴

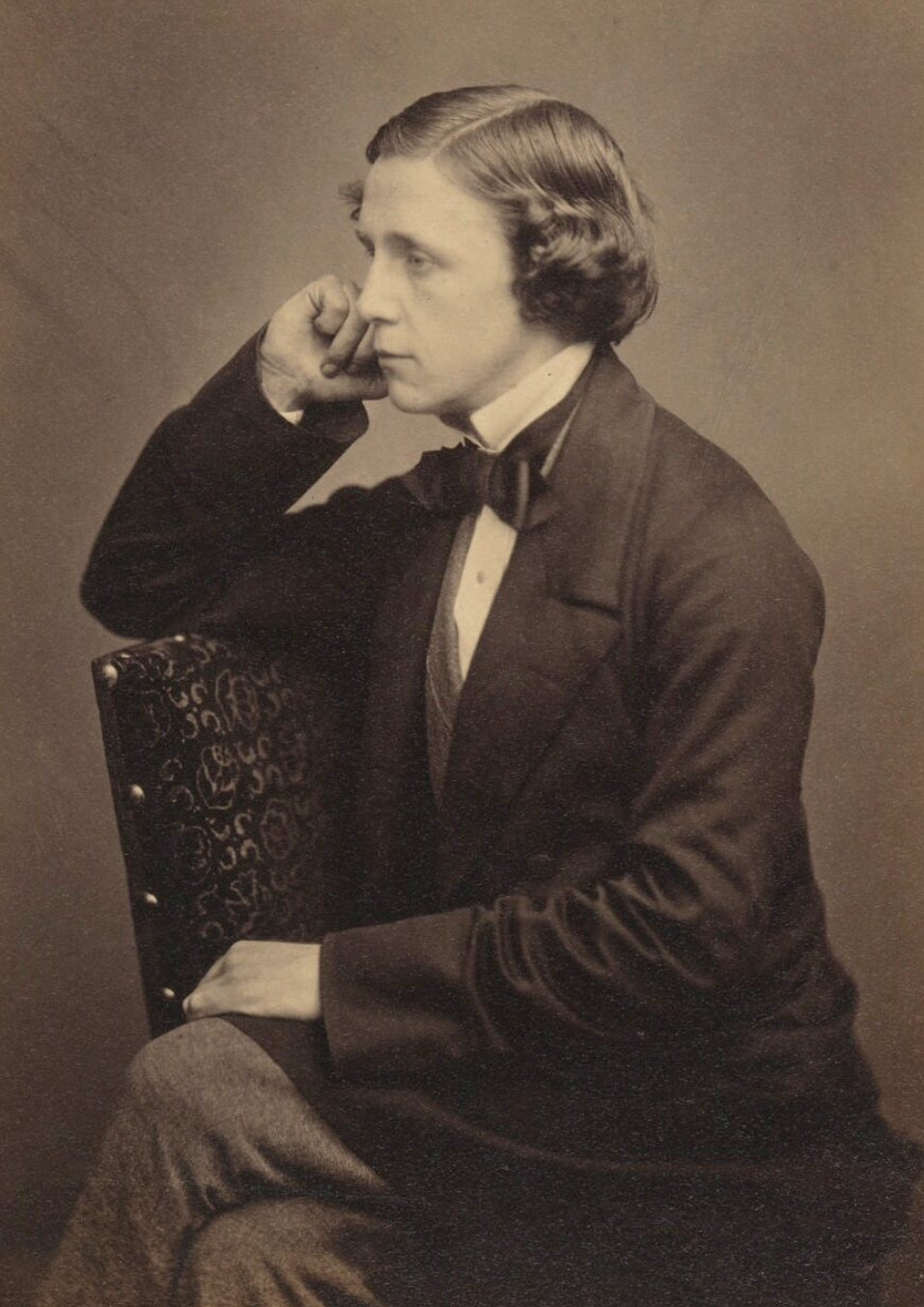
루이스 캐럴

찰스 럿위지 도지슨(영어: Charles Lutwidge Dodgson, 1832년 1월 27일~1898년 1월 14일)은 루이스 캐럴(Lewis Carroll)이라는 필명으로 널리 알려진 영국 작가, 수학자, 사진사, 영국 성공회의 부제(deacon)이다. 대표작으로는 『이상한 나라의 앨리스』(1865)와 그 후속작 『거울 나라의 앨리스』(1871)가 있다. 언어유희, 논리, 환상 문학에 능했던 것으로 평가되며, 그의 시 「재버워키」(1871)와 「스나크 사냥」(1876)은 문학적 비상식 장르의 대표적인 작품으로 분류된다.
캐럴은 고교회파 성공회 집안 출신으로, 옥스퍼드 크라이스트 처치에서 성직자 교육을 받았다. 그는 평생을 학자, 교사, 성공회 부제(副祭)로서 옥스퍼드에서 살았다. 헨리 리델 크라이스트 처치 학장의 딸인 앨리스 리델이 『이상한 나라의 앨리스』 주인공의 모델로 알려져있지만, 작가 본인은 이를 평생동안 부정했다.
열정적인 퍼즐 애호가였던 캐럴은 "워드 래더(word ladder)" 퍼즐을 고안했는데, 그는 이를 "더블릿(Doublets)"이라 불렀으며 1879년부터 1881년까지 베니티 페어(Vanity Fair) 잡지의 주간 칼럼에 이를 연재했다. 1982년 웨스트민스터 사원의 시인들의 코너(Poets' Corner)에 캐럴을 기리는 기념비가 세워졌다. 전 세계에 그의 작품을 즐기고 홍보하는 데 전념하는 여러 모임이 있다.

## 경력
럭비 고등학교에서 1851년 옥스퍼드 대학교 크라이스트 처치 칼리지에 진학하여 수학과 문학을 공부하였으며, 훗날 모교의 수학 교수를 지냈다. 성격이 괴팍하고 다른 사람들과 잘 어울리지 못했다는 일화가 있지만 실제로 그의 일기나 편지, 지인들의 말에 따르면 독특한 유머 감각과 쾌활한 성격의 신사였다. 모든 일상을 기록하여 편지로 주고받았는데 약 9만 9천통의 편지를 보관하였다. 그의 소설이나 시는 현대의 초현실주의 문학과 부조리문학의 선구자로 간주되며, 넌센스 문학의 전형이라고도 할 수 있다. 그는 어린아이들을 좋아하였고 모든 표현은 어린이들을 대상으로 하였다. 가장 유명한 작품은 《이상한 나라의 앨리스》와 《거울 나라의 앨리스》이다. 그 외에도 《실비와 브루노》, 《스나크 사냥》 등의 작품이 있다.

## 저서
- 《이상한 나라의 앨리스》
- 《거울 나라의 앨리스》
- 《스나크 사냥》
- 《실비와 브루노》
- 《마리아가 쓴 편지를 볼 수 있는가?》